# Word of Honor (película de 2003)
Word of Honor es una película para televisión estadounidense lanzada en 2003, basada en la novela homónima escrita en 1985 por Nelson DeMille Y protagonizada por Don Johnson, Jeanne Tripplehorn, Sharon Lawrence, John Heard y Arliss Howard.

## Argumento
18 años después de luchar en Vietnam, un exoficial del ejército es acusado por crímenes de guerra.

## Reparto
- Don Johnson como Teniente Benjamin Tyson.
- Jeanne Tripplehorn como  Mayor Karen Harper.
- Sharon Lawrence como  Marcy McClure Tyson.
- John Heard como Dr. Steven Brandt.
- Arliss Howard como J.D. Runnells
- Peter MacNeill como General Norm Van Arken.
- Peter Stebbings como  Mayor Michael Taix.
- Jesse Johnson como un joven teniente Benjamin Tyson.

## Versiones internacionales
- Hungría - 26 de diciembre de 2004
- Finlandia - 21 de septiembre de 2005 (DVD)
- Francia - 3 de octubre de 2005